# قطعنامه ۸۶۳ شورای امنیت
قطعنامه ۸۶۳ شورای امنیت سازمان ملل متحد که در تاریخ ۱۳ سپتامبر ۱۹۹۳ تصویب شد، سندی بین‌المللی دربارهٔ وضعیت در موزامبیک است. این قطعنامه طی نشست ۳۲۷۴ام با ۱۵ رای موافق، ۰ رای مخالف و ۰رای ممتنع تصویب شد.